# Parafia Nawiedzenia Najświętszej Maryi Panny w Tarnobrzegu
Parafia Nawiedzenia Najświętszej Maryi Panny w Tarnobrzegu-Zakrzowie – Rzymskokatolicka parafia w diecezji sandomierskiej, w dekanacie Tarnobrzeg.

## Historia
Wieś Sielec istniała od XIV wieku, a wieś Zakrzów od XVI wieku. Obie wsie należały do parafii Wielowieś. 
W 1911 roku w Zakrzowie o. Damien Węgiel OFMCap ufundował murowaną kapliczkę jako wotum dziękczynne za ocalenie przed powodzią.
W 1975 roku obok murowanej kaplicy w Zakrzowie zbudowano drewnianą kaplicę. W 1976 roku wsie Zakrzów i Sielec zostały włączone w skład miasta Tarnobrzega. 18 czerwca 1985 roku dekretem bpa Ignacego Tokarczuka została erygowana parafia, z wydzielonego terytorium parafii Wielowieś. 25 marca 1992 na mocy bulli papieskiej „Totus Tuus Poloniae Populus” parafia weszła w skład diecezji sandomierskiej. 
W latach 1992–1997 zbudowano murowany kościół według projektu arch. inż. Romana Orlewskiego. 19 października 1994 roku bp Wacław Świerzawski poświęcił kamień węgielny. 25 grudnia 1996 roku odprawiono pierwszą mszę świętą. 31 sierpnia 1997 roku bp Edward Frankowski poświęcił kościół pw. Nawiedzenia Najświętszej Maryi Panny. 7 listopada bp Krzysztof Nitkiewicz dokonał konsekracji kościoła. 
W kościele urządzono Kaplicę Miłosierdzia według projektu arch. Kazimierza Bacia, którą w 2016 roku poświęcił bp Krzysztof Nitkiewicz.
Proboszczowie parafii:
1985–2020. ks. kan. Jan Kaszewicz.
2020– nadal ks. dr Witold Płaza.

## Kościół filialny
W 1228 roku według tradycji przez Wisłę pod Sielcem przeprawiał się dominikanin św. Jacek Odrowąż podczas wyprawy misyjnej na Ruś. W 1870 roku na upamiętnienie tego wydarzenia zbudowano murowaną kapliczkę pw. św. Jacka.
W 1984 roku do kapliczki dobudowano nawę i tak powstały kościół 8 września 1984 roku poświęcił bp Ignacy Tokarczuk.

## Terytorium parafii
W parafii jest 1402 wiernych i należą do niej ulice Tarnobrzega – Batalionów Chłopskich, Ceglana, Cichy Kącik, Elektryczna, Jędrala, Łąkowa, o. Damiana Węgla, Truskawkowa, Plac Ludowy, Parkowa, Przemysłowa, Warszawska, Wędkarska, Wspólna, Zgodna, Sielecka, Dąbrowa, Nowowiejska, Spółdzielcza, Przechodnia, Kąpielowa, Mała, Sowia.